# Iga (provincia)
Iga (伊賀国?, Iga no kuni) fu una provincia del Giappone, situata nell'area occidentale dell'attuale prefettura di Mie. Iga confinava con le province di Ise, Omi, Yamato e Yamashiro.

Mappa delle province giapponesi con la provincia di Iga evidenziata

La provincia di Iga è particolarmente famosa per i suoi clan di ninja, tra cui il più famoso fu Hattori Hanzō. Sia la provincia di Iga che la città di Kōka sono considerate il luogo di nascita del ninjutsu. È stata anche la provincia natale del poeta di haiku Matsuo Bashō.
È una regione particolarmente montagnosa situata al centro della regione del Kansai sull'isola di Honshū e a causa delle cattive condizioni delle strade era piuttosto inaccessibile. Si trovava nelle vicinanze di Nara e Kyoto, e poteva essere raggiunta da Tokyo, Nagoya e Osaka.
Oggigiorno la maggior parte della storia della provincia di Iga può essere vista in diverse località panoramiche sparse in Mie. La città castello della provincia si trovava a Ueno.